# Кашана (хижа)
Хижа Кашана се намира на седловината Кашана, най-високата точка от Златишкия проход, в Средна Стара планина. Състои се от масивна двуетажна сграда и три бунгала и има капацитет 30 места. Хижата е пункт от европейски маршрут E3 (Ком - Емине).

## Съседни обекти
| Хижи      | Хижи    |
| --------- | ------- |
| Мургана   | 1,00 ч. |
| Стражата  | 3,00 ч. |
| Свищиплаз | 3,30 ч. |